# Stories We Tell
Stories We Tell è un film del 2012 diretto da Sarah Polley prodotto dalla National Film Board of Canada. Il film esplora il tema del segreto e del ruolo che ha la narrazione nel tramandare i ricordi. È stato presentato in anteprima al 69º Festival del cinema di Venezia, e successivamente al Telluride Film Festival e al Toronto Film Festival .

## Trama
Il film tratta la relazione tra Michael e Diane Polley, genitori di Sarah, compresa la rivelazione che Sarah è il prodotto di un rapporto extra-coniugale con il produttore Harry Gulkin . Comprende interviste ai fratellastri di Sara e con altri parenti e amici di famiglia, ricordi in prima persona di Michael Polley e del girato in Super-8 creato apposta per simulare e ripercorrere eventi di rilievo nella storia famigliare dei Polley. Nel cast di queste ricostruzioni figura anche Rebecca Jenkins, che interpreta Diane Polley - morta di cancro la settimana dell'undicesimo compleanno di Sarah.

## Distribuzione
Stories We Tell è stato distribuito nelle sale canadesi il 12 ottobre 2012. Il 17 maggio 2013 il film è stato anche distribuito negli Stati Uniti in sale selezionate.

In Italia è stato distribuito nelle sale cinematografiche a partire dal 26 giugno 2014.